# Stella meravigliosa
Stella meravigliosa (美しい星?, Utsukushii hoshi) è un romanzo dello scrittore giapponese Yukio Mishima. Fu originariamente pubblicato a puntate nel 1962 su Shinchō, la rivista letteraria dell'omonima casa editrice e viene spesso descritto come un'opera originale e atipica all'interno della produzione letteraria dell'autore.
Il romanzo è considerato una delle opere più politiche di Mishima, e si avvale di metafore e simbolismi per ragionare su profondissime tematiche umanistiche, sociali e antropologiche.

## Trama
L'opera narra le vicende di una famiglia giapponese dei primi Anni Sessanta del XX secolo, i cui membri sono fermamente convinti di provenire da pianeti differenti rispetto alla Terra. Nonostante si professino sicuri della loro natura extraterrestre, la vicenda ruota attorno alla loro arditamente celata ma evidente insicurezza nei confronti della propria provenienza, anche in seguito agli eventi narrati che condizionano le loro vite e le loro convinzioni.

## Edizioni italiane
- Stella meravigliosa, traduzione di Lydia Origlia, Collana Le Tavole d'Oro, Vicenza, Neri Pozza, 25 febbraio 2000, ISBN 978-88-730-5734-5. - Collana Le Fenici tascabili n.66, Milano, Guanda, 2002, ISBN 978-88-824-6487-5; Collana Tascabili. Narrativa, Guanda, 2019, ISBN 978-88-235-2260-2; Collana UEF, Milano, Feltrinelli, 2024, ISBN 978-88-078-9849-5.